# Río Wallilabou
Río Wallilabou es un río en el noroeste de la isla de San Vicente en el país caribeño de San Vicente y las Granadinas. Se levanta en las montañas de Gran Bonhomme en el centro de la isla, y fluye hacia el noroeste para llegar al Mar Caribe al norte de Barroulie. Las Cataratas Wallilabou son un Atracción turística que se encuentra en este río, al noreste, caminando por la carretera o autopista de Sotavento (Leeward Highway). Varias de las escenas de la película Piratas del Caribe: La maldición de la Perla Negra fueron filmadas cerca de la desembocadura de este río.